# Hart (dystrykt)
Hart – dystrykt położony w hrabstwie Hampshire w Anglii. W 2011 roku dystrykt liczył 91 033 mieszkańców.

## Miasta
- Fleet
- Yateley

## Inne miejscowości
Blackwater and Hawley, Blackwater, Blounce, Bramshill, Chandlers Green, Church Crookham, Crondall, Crookham Village, Darby Green, Dogmersfield, Dora's Green, Eversley, Eversley Centre, Eversley Cross, Ewshot, Frogmore, Greywell, Hartfordbridge, Hartley Wintney, Hawley, Hazeley, Heckfield, Hook, Hook Common, Hound Green, Long Sutton, Lower Common, Mattingley, Mill Lane, Minley, North Warnborough, Odiham, Phoenix Green, Rotherwick, Rye, South Warnborough, Warnborough Green, Well, West Green, Whitehall, Winchfield, Winchfield Green.